# قاموس خليفة الطبي
قاموس خليفة الطبي (بالإنجليزية: Khalifa's medical dictionary)‏ هو مُعجمٌ طبيٌ كتبه الطبيب حسين خليفة، وكان آنذاك رئيسًا لقسم الجراحة في مستشفى منشية البكري. يعد هذا المعجم واحدًا من المعاجم الطبية باللغة العربية. كان قد صدر عن الهيئة المصرية العامة للكتاب عام 1977.